# Barleria longipes
Barleria longipes är en akantusväxtart som beskrevs av Raymond Benoist. Barleria longipes ingår i släktet Barleria och familjen akantusväxter. Utöver nominatformen finns också underarten B. l. puberula.